# Liste der Kulturdenkmäler in Nordstrand (Oslo)
Die Liste der Kulturdenkmäler in Nordstrand (Oslo) enthält die vom Riksantikvaren gelisteten Kulturgüter im Osloer Stadtteil Nordstrand. Nicht alle der gelisteten Kulturgüter stehen unter Denkmalschutz, können aber Teil eines denkmalgeschützten Ensembles sein oder ihre Veränderung muss mit dem Riksantikvaren abgesprochen werden. Die Denkmalnummer führt mit einem Link zur Beschreibungsseite kulturminnesøk des Riksantikvaren.

## Liste der Kulturdenkmäler in Nordstrand
| Bild | Bezeichnung                                     | Lage                                        | Art                                          | Datierung                                  | Beschreibung | Denkmal- nummer |
| --- | ----------------------------------------------- | ------------------------------------------- | -------------------------------------------- | ------------------------------------------ | --- | --------------- |
| BW | Felskunst am Ekeberg 27                         | Nordstrand Ekeberg Karte                    | archäologisches Denkmal: Felsenkunst         | Bronzezeit, Eisenzeit, bis Frühmittelalter | Schalensteinfeld | 12172           |
| Felskunst am Ekeberg 18 | Felskunst am Ekeberg 18                         | Nordstrand Ekeberg Karte                    | archäologisches Denkmal: Felsenkunst         | Bronzezeit, Eisenzeit                      | Schalensteinfeld | 12173           |
| BW | Felskunst am Ekeberg 1                          | Nordstrand Ekeberg Karte                    | archäologisches Denkmal: Felsenkunst         | Bronzezeit, Eisenzeit                      | Schalensteinfeld | 12176           |
| Felskunst am Ekeberg 2 | Felskunst am Ekeberg 2                          | Nordstrand Ekeberg Karte                    | archäologisches Denkmal: Felsenkunst         | Eisenzeit                                  | Felsritzungen mit 13 Figuren | 41907           |
| weitere Bilder | Lambertseter                                    | Nordstrand Ekeberg Karte                    | archäologisches Denkmal                      | Frühe Neuzeit                              | falsche Steinritzungen, mit Metallgegenständen hergestellt, Denkmalschutz ungeklärt | 41908           |
| BW | Felskunst am Ekeberg 21                         | Nordstrand Ekeberg Karte                    | archäologisches Denkmal: Felsenkunst         | Bronzezeit, Eisenzeit                      | Schälchen im Fels | 49413           |
| BW | Felskunst am Ekeberg 131B                       | Nordstrand Ekeberg Karte                    | archäologisches Denkmal: Felsenkunst         | Bronzezeit, Eisenzeit                      | Schalensteinfeld | 62008           |
| BW | Felskunst bei der Brannfjell skole              | Nordstrand Ekeberg Karte                    | archäologisches Denkmal: Felsenkunst         | Bronzezeit, Eisenzeit                      | Schalensteinfeld mit 13 Schälchen, 9 bis 10 sind zu einem Ring geordnet, heute teilweise von Asphalt bedeckt                                                                                     | 70417           |
| BW | Felskunst am Ekeberg 23                         | Nordstrand Ekeberg Karte                    | archäologisches Denkmal: Felsenkunst         | Bronzezeit, Eisenzeit                      | Schalensteinfeld | 76658           |
| BW | Felskunst am Ekeberg 24                         | Nordstrand Ekeberg Karte                    | archäologisches Denkmal: Felsenkunst         | Bronzezeit, Eisenzeit                      | Schälchen im Fels | 76661           |
| BW | Kirchhof                                        | Nordstrand Åssiden Terrasse Karte           | archäologisches Denkmal                      | Frühe Neuzeit                              | | 80120           |
| BW | Ryen varde                                      | Nordstrand Vardeveien 36 Karte              | archäologisches Denkmal: Verteidigungsanlage | Frühe Neuzeit                              | Kreidfeuer | 80130           |
| BW | Steinbruch Ekebergplatået 2                     | Nordstrand Røhrts vei 2 Karte               | archäologisches Denkmal: Steinbruch          | Steinzeit                                  | Diabassteinbruch | 80759           |
| weitere Bilder | Bekkelaget Kirche (norw.:Bekkelaget kirke)      | Nordstrand Sandstuveien 15 Karte            | Bauwerk: Kirche                              | 1923                                       | Architekt: Harald Bødtker | 83862           |
| weitere Bilder | Ljan Kirche (norw.: Ljan kirke)                 | Nordstrand Furumoen 15 Karte                | Bauwerk: Kirche                              | 1932                                       | Architekt: Olav Olson, nicht unter Denkmalschutz | 84312           |
| weitere Bilder | Lambertseter Kirche (norw.: Lambertseter kirke) | Nordstrand Langbølgen 33 Karte              | Bauwerk: Kirche                              | 1966                                       | Architekt: Harald Hille, nicht unter Denkmalschutz | 84888           |
| weitere Bilder | Nordstrand Kirche (norw.: Nordstrand kirke)     | Nordstrand Ekebergveien 236 Karte           | Bauwerk: Kirche                              | 1886                                       | Architekt: Jacob Wilhelm Norden | 85170           |
| weitere Bilder | Ormøy Kirche (norw.: Ormøy kirke)               | Nordstrand, Ormøya Ormøybakken 4B Karte     | Bauwerk: Kirche                              | 1892                                       | Architekt: Bernhard Steckmest | 85237           |
| [[Vorlage:Bilderwunsch/code!/C:59.886558,10.773497!/D:Haus Selvaag (norw.: Selvaaghuset), Jomfrustien 2!/\|BW]]             | Haus Selvaag (norw.: Selvaaghuset)              | Nordstrand Jomfrustien 2 Karte              | Bauwerk: Wohnhaus                            | 1948                                       | Der Ingenieur Selvaag entwickelte zu Zeiten der Wohnungsknappheit nach dem Zweiten Weltkrieg ein kleines und günstiges Wohnhaus mit zwei Wohneinheiten. Fachwerkbauweise mit Eternitverkleidung. | 86004           |
| weitere Bilder | Gut Ljabru (norw.: Ljabru hovedgård)            | Nordstrand Ljabruveien 90 Karte             | Hofanlage                                    | 19. Jh.                                    | | 86198           |
| [[Vorlage:Bilderwunsch/code!/C:59.853125,10.784915!/D:Bahnhof Ljan (norw.: Ljan jernbanestasjon), Ljabruveien 32–36!/\|BW]] | Bahnhof Ljan (norw.: Ljan jernbanestasjon)      | Nordstrand Ljabruveien 32–36 Karte          | Städtebau: Verkehrsanlage                    | 20. Jh.                                    | Bahnhofsgebäude im Klassizismus aus dem Jahr 1923, Architekt: Johan Adolf Gerhard Fischer | 86199           |
| BW | Landhaus Singasteinveien 15                     | Nordstrand, Ormøya Singasteinveien 15 Karte | Städtebau: Verkehrsanlage                    | 19./20. Jh.                                | Landhaus im Schweizerstil aus dem Jahr 1870 mit Nebengebäuden | 86200           |
| weitere Bilder | Ekebergrestauranten                             | Nordstrand Kongsveien 15 Karte              | Bauwerk: Gaststätte                          | 1929                                       | Restaurant im Funktionalismus / Moderne Architekt: Lars Backer | 87639           |
| BW | Felskunst am Ekeberg 26 (A11)                   | Nordstrand Ekeberg Karte                    | archäologisches Denkmal: Felsenkunst         | Bronzezeit, Eisenzeit                      | zwei Steinschalen | 116404          |
| BW | Felskunst am Ekeberg 12                         | Nordstrand Ekeberg Karte                    | archäologisches Denkmal: Felsenkunst         | Bronzezeit, Eisenzeit                      | zwei Schalensteinfelder | 116892          |
| Felskunst am Ekeberg 13 | Felskunst am Ekeberg 13                         | Nordstrand Ekeberg Karte                    | archäologisches Denkmal: Felsenkunst         | Bronzezeit, Eisenzeit                      | zwei Schalensteinfelder | 116893          |
| BW | Haus am Vingolfveien 6b                         | Nordstrand Vingolfveien 6b Karte            | Bauwerk: Wohnhaus                            | 20. Jh.                                    | | 116936          |
| BW | Felskunst am Ekeberg 15                         | Nordstrand Ekeberg Karte                    | archäologisches Denkmal: Felsenkunst         | Bronzezeit, Eisenzeit bis Frühe Neuzeit    | Schalensteinfelder und Felsritzungen | 116999          |
| BW | Felskunst am Ekeberg 28 (A6 og A7)              | Nordstrand Ekeberg Karte                    | archäologisches Denkmal: Felsenkunst         | Bronzezeit, Eisenzeit                      | Schalensteinfeld | 117062          |
| BW | Felskunst am Ekeberg 30 (A9)                    | Nordstrand Ekeberg Karte                    | archäologisches Denkmal: Felsenkunst         | Bronzezeit, Eisenzeit bis Frühe Neuzeit    | Schalensteinfeld | 117064          |
| BW | Felskunst am Ekeberg 31 (A12)                   | Nordstrand Ekeberg Karte                    | archäologisches Denkmal: Felsenkunst         | Eisenzeit                                  | Steinschale | 117065          |
| Villa Gräpling | Villa Gräpling                                  | Nordstrand, Malmøya Fossilveien 2/8 Karte   | Bauwerk: Landhaus                            | 19. Jh.                                    | | 128792          |
| BW | Felskunst T6                                    | Nordstrand Ekeberg Karte                    | archäologisches Denkmal: Felsenkunst         | Frühe Neuzeit                              | Steinschale | 133797          |
| BW | Felskunst T12                                   | Nordstrand Ekeberg Karte                    | archäologisches Denkmal: Felsenkunst         | Frühe Neuzeit                              | Steinschale | 133805          |
| BW | Felskunst T4                                    | Nordstrand Ekeberg Karte                    | archäologisches Denkmal: Felsenkunst         | Frühe Neuzeit                              | Steinschale | 133806          |
| BW | Felskunst T16 und T17                           | Nordstrand Ekeberg Karte                    | archäologisches Denkmal: Felsenkunst         | Eisenzeit                                  | Schalensteinfeld | 133995          |
| BW | Felskunst T7                                    | Nordstrand Ekeberg Karte                    | archäologisches Denkmal: Felsenkunst         | Frühe Neuzeit                              | zwei Schalensteinfelder | 134098          |
| BW | Felskunst T19 und T20                           | Nordstrand Ekeberg Karte                    | archäologisches Denkmal: Felsenkunst         | Frühe Neuzeit                              | Steinschalen | 134104          |

- Karte mit allen Koordinaten:
- OSM |
- WikiMap